# Râul Valea lui Bran
Râul Valea lui Bran este un curs de apă, afluent al râului Jijila,